# Йеше Де
Йеше Де (на тибетски: ཡེ་ཤེས་སྡེ) е тибетски будистки деец и преводач.
Той живее в края на VIII и началото на IX век и е сред учениците на индийския будистки учител Падмасамбхава. Участва в превеждането на повече от 200 будистки текста от санскрит на тибетски, превръщайки се в един от великите преводачи на тибетския будизъм. Йеше Де е наричан още Нанам Йеше Де или Цханг Йеше Де.